# 静岡県道247号中方千浜線
静岡県道247号中方千浜線（しずおかけんどう247ごう なかほうちはません）は、静岡県掛川市、菊川市を通る道路（県道）である。

## 概要

### 路線データ
- 陸上距離：7.1km
- 起点：掛川市中方（静岡県道38号掛川大東線、静岡県道79号吉田大東線交点）
- 終点：掛川市千浜（静岡県道372号大東相良線交点）

## 重複区間
- 静岡県道69号相良大須賀線（菊川市大石・橋西交差点 - 菊川市嶺田）

## 通過する自治体
- 静岡県
  - 掛川市 - 菊川市 - 掛川市

## 接続路線
- 静岡県道38号掛川大東線
- 静岡県道79号吉田大東線
- 静岡県道69号相良大須賀線
- 静岡県道251号袋井小笠線
- 静岡県道372号大東相良線